# 2002 a tudományban
2002 a tudományban és a technológiában.

## Biológia
- április 18. – Bejegyzik az ízeltlábúak új rendjét, a Mantophasmatodeákat.

## Csillagászat és űrkutatás
- február 19. – A NASA Mars Odyssey űrszondája megkezdi a Mars feltérképezését hőemissziós képalkotó rendszerével.
- május 26. – A Mars Odyssey hatalmas vízjég mennyiséget talál a Mars felszíne alatt.
- június 4. – Felfedezik a Quaoart, a Kuiper-öv legnagyobb kisbolygóját.
- június 10. – Gyűrűs napfogyatkozás.
- december 4. – Teljes napfogyatkozás.

## Geológia
- január 17. – Kitör a Nyiragongo a Kongói Demokratikus Köztársaságban, 400 000 embert veszélyeztetve.

## Matematika
- augusztus 6. – publikálják az Agrawal-Kayal-Saxena-tesztet, az első polinomiális idejű determinisztikus prímtesztet

## Orvostudomány
- december 19. – Az FDA engedélyezi a klozapint, az első olyan szert, amely csökkenti az öngyilkosságra való hajlamot.

## Technológia
- november 4. – Taktikai nagy energiájú lézert fejlesztenek ki, mellyel lövedékeket hatástalanítanak.

## Számítástechnika
- április 14. – A WIW közösségi weboldal elindulása
- július 19. – Megjelenik a Vorbis audiotömörítési eljárás első verziója.

## Díjak
- Fields-érem: Laurent Lafforgue, Vlagyimir Alekszandrovics Vojevodszkij
- Nobel-díjak:
  - Fizikai Nobel-díj: Raymond Davis Jr. (USA) és Kosiba Maszatosi (Japán) „az asztrofizikában elért úttörő eredményeikért, különös tekintettel a kozmikus neutrínók észlelésére”; illetve Riccardo Giacconi (USA) „az asztrofizika területén végzett úttörő munkáért, amely kozmikus röntgenforrások felfedezéséhez vezetett”.
  - Kémiai Nobel-díj: Kurt Wüthrich, John Fenn, Koichi Tanaka (田中耕一) az „elkülönítő módszer fejlesztéséért a biológiai makromolekulák tömegspektrometriás elemzése területén”; másrészt a „mágneses magrezonancia spektroszkópia területén a biológiai makromolekulák 3 dimenziós szerkezete meghatározhatóságának megoldásáért.”
  - Fiziológiai és orvostudományi Nobel-díj: Sydney Brenner, H. Robert Horvitz, John E. Sulston megosztva „a szervfejlődés génszabályozásának és a programozott sejthalálnak a kutatásában elért eredményeiket”.
- Turing-díj: Ron Rivest, Adi Shamir és Leonard Adleman
- Wollaston-érem a geológiáért: Rudolf Trumpy

## Halálozások
- január 8. – Alexander Prochorow (született 1916), Nobel-díjas fizikus (1964).
- február 6. – Max Perutz osztrák-brit megosztott Nobel-díjas biológus (* 1914).
- február 10. – Harold Furth (született 1930), a magfúzió és a plazmafizika szakértője.
- április 18. – Thor Heyerdahl norvég felfedező, a Kon-Tiki expedíció vezetője (* 1914).
- május 20. – Stephen Jay Gould (született 1941), paleontológus, evolúciókutató.
- június 20. – Erwin Chargaff (született 1905), biokémikus.
- június 29. – Ole-Johan Dahl (született 1931), számítástechnikus, az objektumorientált programozás egyik kifejlesztője..
- július 4. – Laurent Schwartz francia matematikus (* 1915).
- augusztus 6. – Edsger Wybe Dijkstra (született 1930), számítástechnikus.
- augusztus 31. – George Porter Nobel-díjas angol kémikus (* 1920)
- szeptember 21. – Robert Lull Forward sci-fi-író és fizikus (* 1932).
- október 18. – Nyikolaj Rukavisnyikov orosz, szovjet  űrhajós (* 1932)        .
- november 2. – Charles Sheffield (született 1935), sci-fi-író és fizikus.